# Gábor Császár
Pour les articles homonymes, voir Császár.
Dans le nom hongrois Császár Gábor, le nom de famille précède le prénom, mais cet article utilise l’ordre habituel en français Gábor Császár, où le prénom précède le nom.

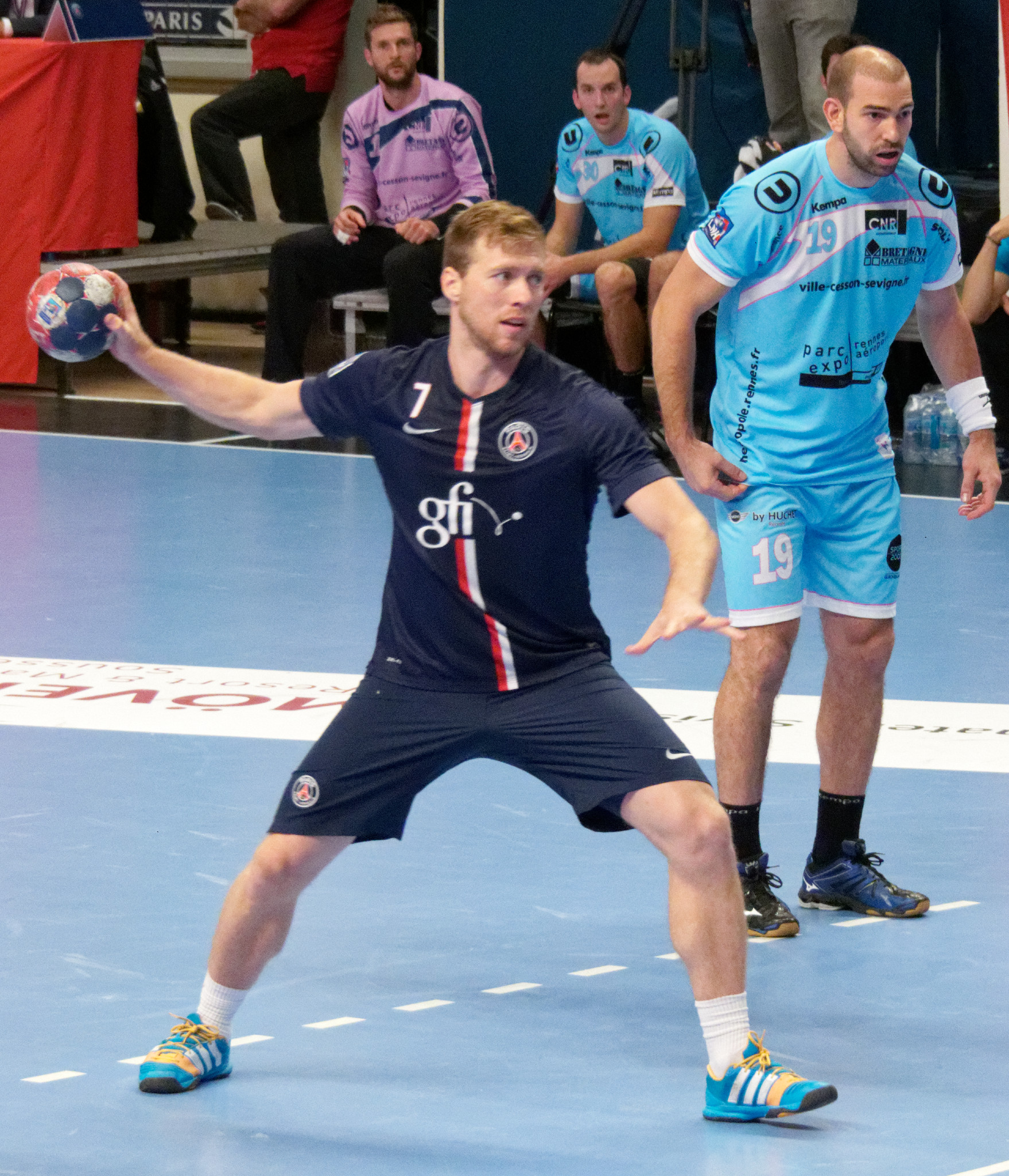
Gábor Császár se prépare à tirer un jet de 7 mètres avec le Paris Saint-Germain, le 24 septembre 2014.

Gábor Császár, né le 16 juin 1984 à Celldömölk, est un ancien handballeur hongrois, évoluant au poste de demi-centre.

## Biographie
Gábor Császár fit ses premières apparition en Championnat de Hongrie en 2001 avec le Dunaferr HK. Après le championnat du monde 2007, des rumeurs l'annonce en Allemagne au VfL Gummersbach, mais il rejoint finalement le club danois de Viborg HK à l'été 2007. Après la fin du championnat danois, il finit la saison en Espagne au CB Cantabria puis retourne au Danemark pour la saison suivante. En 2009, il est prêté un an au Chambéry SH, avant de retrouver le championnat hongrois dans le club du Veszprém KSE et lors de son passage, il est élu meilleur handballeur de l'année en Hongrie en 2012. Après trois saisons, il signe pour 2 saisons au Paris Saint-Germain Handball. Ne parvenant pas à s'imposer au sein de l'effectif parisien, il rejoint en février 2015 le club suisse du Kadetten Schaffhouse.
Gábor Császár a fait ses débuts en équipe nationale le 17 janvier 2004 face à l'Arabie Saoudite, après quoi il fut sélectionné pour participer au Championnat d'Europe 2004 en Slovénie puis aux Jeux olympiques 2004 à Athènes. Il a par la suite participé à six autres championnats d'Europe (2006, 2008, 2010, 2012, 2014 et 2016), cinq championnats du monde (2007, 2009, 2011, 2013 et 2017) et aux Jeux olympiques 2012 à Londres, sans toutefois parvenir à terminer sur le podium d’une de ces compétitions.

## Palmarès

### Club
Compétitions nationales
- Vainqueur du Championnat de Hongrie (2) : 2011, 2012
  - 3e place en 2002, 2003, 2004, 2005, 2006, 2007
- Vainqueur de la Coupe de Hongrie (2) : 2011, 2012
  - Finaliste en 2007
- 2e place en Championnat de France en 2010 et 2014
- Vainqueur de la Coupe de France (2) : 2014
- Vainqueur du Championnat de Suisse (2) : 2015, 2016
- Vainqueur de la Coupe de Suisse (1) : 2016

Compétitions internationales
- Demi-finaliste de la Coupe des Coupes en 2002
- Demi-finaliste de la Coupe de l'EHF en 2003

### Équipe nationale
- Jeux olympiques
  - 4e place aux Jeux olympiques 2004 à Athènes, Grèce
  - 4e place aux Jeux olympiques 2012 à Londres, Royaume-Uni
- Championnat du monde
  - 9e place au Championnat du monde 2007 en Allemagne
  - 6e place au Championnat du monde 2009 en Croatie
  - 7e place au Championnat du monde 2011 en Suède
  - 8e place au Championnat du monde 2013 en Espagne
  - 7e place au Championnat du monde 2017 en France
  - 10e place au Championnat du monde 2019 au Danemark et en Allemagne
- Championnat d'Europe
  - 9e place au Championnat d'Europe 2004 en Slovénie
  - 13e place au Championnat d'Europe 2006 en Suisse
  - 8e place au Championnat d'Europe 2008 en Norvège
  - 8e place au Championnat d'Europe 2012 en Serbie
  - 8e place au Championnat d'Europe 2014 au Danemark
  - 12e place au Championnat d'Europe 2016 en Pologne
  - 14e place au Championnat d'Europe 2018 en Croatie
- Championnat du monde junior
  -  Médaille de bronze au Championnat du monde junior 2005

### Distinctions personnelles
- Élu meilleur handballeur de l'année en Hongrie (1) : 2012[7]
- Élu meilleur joueur du championnat de Suisse (2) : 2016, 2017
- meilleur buteur du championnat de Suisse (1) : 2017